# Frieda von Richthofen
Pour les articles homonymes, voir Richthofen.
Emma Maria Frieda Johanna baronne von Richthofen ou Frieda von Richthofen, née à Metz le 11 août 1879 et morte à Taos (Nouveau-Mexique) le 11 août 1956, est une intellectuelle allemande, traductrice et écrivaine, épouse du romancier britannique D. H. Lawrence.

## Biographie
Emma Maria Frieda Johanna, baronne von Richthofen, connue sous le nom de Frieda Weekley, Frieda Lawrence, ou Frieda Lawrence Ravagli, naît le 11 août 1879, à Metz, une ville animée d'Alsace-Lorraine. Avec sa ceinture fortifiée, Metz est alors la première place forte du Reich allemand. Son père, le baron Friedrich Ernst Emil Ludwig von Richthofen (1844-1916), est ingénieur dans l’armée allemande et travaille sur les fortifications. On le retrouve dans les œuvres de D. H. Lawrence. Sa mère Anna Elise Lydia Marquier (1852-1930) est originaire de Donaueschingen, en Allemagne.
Frieda von Richthofen fréquente, avec sa plus jeune sœur Johanna, une école catholique de Metz, avant d'être envoyée dans un pensionnat de la Forêt-Noire. En 1899, elle épouse Ernest Weekley, un philologue britannique, avec qui elle a trois enfants, Charles Montague (1900), Elsa Agnès (1902) et Barbara Joy (1904). Ils s’installent alors à Nottingham, où Ernest a obtenu un poste à l’université. Frieda Weekley traduit alors en anglais des ballades de Friedrich von Schiller et des contes de Ludwig Bechstein.

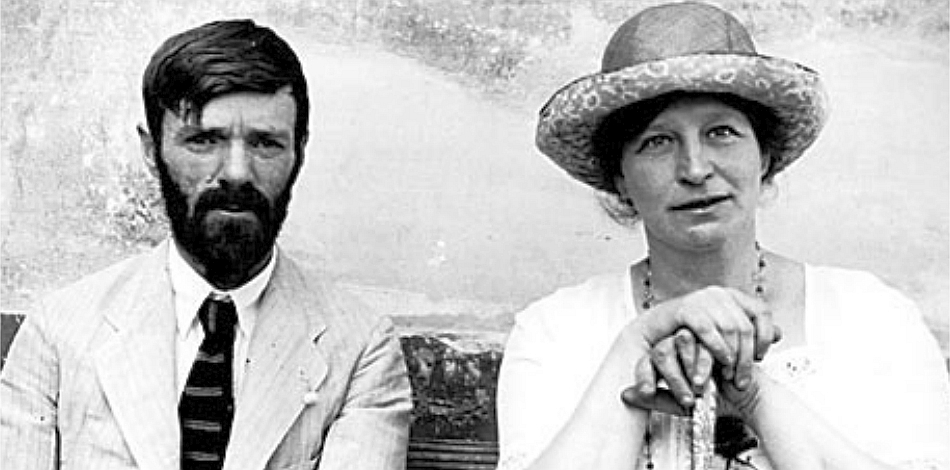
D.H. Lawrence and Frieda (1914).

En 1912, Frieda rencontre l’écrivain D.H. Lawrence, un ancien étudiant de son époux. Elle en tombe vite amoureuse, et part avec lui sur le continent. Là, Frieda rejoint son père à Metz, laissant ses enfants en Grande-Bretagne. Au cours de son séjour dans ce qui est devenu une place forte allemande stratégique, D. H. Lawrence est arrêté pour espionnage, soupçonné naturellement de travailler pour le compte des Britanniques. Après l’intervention du père de Frieda, ils partent pour l’Italie. Ayant obtenu le divorce, Frieda épouse David Lawrence en 1914. Sa relation passionnelle avec Frieda, quasi morganatique, inspirera l'auteur britannique pour l'écriture de son sulfureux roman L'Amant de lady Chatterley, qui ne sera publié qu'en 1928. Après leur mariage, les « amants terribles » tentent de rentrer sur le continent, mais sont contraints par les évènements de rester en Angleterre, où ils traversent une période difficile.
Frieda et D.H. Lawrence quittent l’Europe dès qu’ils le peuvent. Ils s’installent alors dans un ranch, près de Taos, au Nouveau-Mexique. Après plusieurs années, Frieda et D.H. Lawrence reviennent en Europe et s’établissent à la Villa Miranda, près de Scandicci en Toscane. Après le décès de Lawrence à Vence, en France, en 1930, Frieda se remarie avec un officier italien, Angelo Ravagli. 
Par l’intermédiaire de sa sœur aînée, Else von Richthofen, Frieda rencontra de nombreux intellectuels, comme Alfred Weber, Max Weber ou encore Otto Gross. Elle meurt le 11 août 1956, le jour de son 77e anniversaire, à Taos au Nouveau-Mexique.

## Publications
- Not I, but the wind…, The Viking Press, New York, 1934
  - (trad. (de)) Nur der Wind…, Berlin, éditions Die Rabenpresse 1936
- (posthume) Frieda Lawrence; the memoirs and correspondence., Heinemann, Londres, 1961